# Axel Gabrielsson
Axel Gabrielsson, švedski veslač, * 20. september 1886, † 1. junij 1975.
Gabrielsson je na Poletnih olimpijskih igrah 1912 veslal za čoln Göteborgs v disciplini četverec s krmarjem široke gradnje. Na igrah je švedski čoln izpadel v četrtfinalu.